# Gioacchino Antonelli
Gioacchino Antonelli (Faella, 23 novembre 1792 – Firenze, 27 settembre 1859) è stato un vescovo cattolico italiano.

## Biografia
Ordinato sacerdote il 23 settembre 1815 nella cattedrale di Santa Maria del Fiore a Firenze, divenne cappellano a Panzano (Firenze) dal 1815 al 1817. Successivamente fu priore a Faella (Arezzo) dal 1825 al 1845. Fu prevosto a San Giovanni Valdarno (Arezzo) nel 1845 e, infine, prevosto a Figline Valdarno (Firenze) dal 1845 al 1857.
Papa Pio IX lo elesse vescovo di Fiesole il 3 agosto 1857, consacrandolo il successivo 23 agosto.
Si insediò nel palazzo vescovile fiesolano di Firenze, annesso alla chiesa di Santa Maria in Campo, dove morì il 27 settembre 1859.

## Altre attività
È ricordato anche come curatore di un'edizione, pubblicata nel 1823, della Nova Cronica di Giovanni Villani.

## Genealogia episcopale
La genealogia episcopale è:
- Cardinale Scipione Rebiba
- Cardinale Giulio Antonio Santori
- Cardinale Girolamo Bernerio, O.P.
- Arcivescovo Galeazzo Sanvitale
- Cardinale Ludovico Ludovisi
- Cardinale Luigi Caetani
- Cardinale Ulderico Carpegna
- Cardinale Paluzzo Paluzzi Altieri degli Albertoni
- Papa Benedetto XIII
- Papa Benedetto XIV
- Cardinale Enrico Enriquez
- Arcivescovo Manuel Quintano Bonifaz
- Cardinale Buenaventura Córdoba Espinosa de la Cerda
- Cardinale Giuseppe Maria Doria Pamphilj
- Papa Pio VIII
- Papa Pio IX
- Vescovo Gioacchino Antonelli